# Sibylla von Armenien
Sibylla von Armenien, auch Sibylle oder Sybilla, († 1290 in Kleinarmenien) war Prinzessin von Kleinarmenien und durch Heirat Gräfin von Tripolis und Fürstin von Antiochia. Während der Minderjährigkeit ihres Sohnes Bohemund VII. war sie Regentin der Grafschaft Tripolis.

## Leben

### Familie
Sibylla war die Tochter von Königin Isabella von Kleinarmenien und deren zweitem Ehemann Hethum I. Sie hatte drei Schwestern und zwei Brüder, die das Erwachsenenalter erreichten, darunter den späteren armenischen König Leon III.
Im Jahr 1254 heiratete Sibylla Bohemund VI., Fürst von Antiochia und Graf von Tripolis. Die Ehe war von dem Kreuzfahrer König Ludwig IX. von Frankreich vermittelt worden, nachdem Antiochia und Armenien über Jahrzehnte im Konflikt gelegen hatten. Nur wenige Jahre später wurde Antiochia jedoch von den Mameluken bedroht, da Antiochia deren Feind, die Mongolen, unterstützt hatte. Im Jahr 1268 wurde Antiochia schließlich von den Mameluken unter Sultan Baibars I. erobert, was einen enormen Machtverlust Bohemunds bedeutete. Dennoch führte Bohemund weiterhin den Titel eines Fürsten von Antiochia, wenngleich das Fürstentum mit dem Fall an die Mameluken faktisch untergegangen war.

### Regentin von Tripolis
Sibyllas Ehemann Bohemund VI. starb im Jahr 1275, woraufhin ihr gemeinsamer Sohn Bohemund VII. die Grafschaft Tripolis erbte. Da Bohemund zu diesem Zeitpunkt noch minderjährig war, übte Sybilla die Herrschaft an seiner Stelle als Regentin aus. Dabei wurde sie von König Hugo III. von Zypern herausgefordert, der als nächster erwachsener Verwandter in der Thronfolge die Regentschaft für sich beanspruchte. Sybilla hatte jedoch die Familientradition und die öffentliche Meinung auf ihrer Seite. Sie sandte ihren Sohn an den Hof ihres Bruders, König Leon III. von Armenien, und ernannte den Bischof von Tortosa, Bartholomäus Mansel, als ihren Bailli. Hugo fand keine Unterstützung für seine Ansprüche.
Sybillas Ehemann Bohemund und seine aus Rom stammende Mutter Lucienne de Cacammo-Segni hatten Römer in wichtige Regierungsämter eingesetzt und sich damit den Unmut des lokalen Adels zugezogen. Daher unterstützte der Adel Sibylla und Bartholomäus, als sie gegen die Römer mit Hinrichtungen und Verbannungen vorgingen. Es gelang ihnen jedoch nicht, Paul de Segni, den Onkel Bohemunds VI. und Bischof von Tripolis, des Amtes zu entheben, da dieser eng mit den Tempelrittern befreundet war. Als Bohemund VII. 1277 aus Armenien zurückkehrte, um die Herrschaft zu übernehmen, waren die Tempelritter ihm deshalb feindlich gesinnt.

### Anspruch auf Tripolis
Bohemund VII. starb am 19. Oktober 1287. Seine Ehe mit Margarete, der Tochter Ludwig von Akkons, war kinderlos geblieben. Seine Erbin war deshalb seine Schwester Lucia, die mit ihrem Ehemann Narjot de Toucy, einem früheren Admiral Karls I. von Anjou, in Apulien lebte. Die Anjou hatten sich in die Angelegenheiten der Kreuzfahrerstaaten eingemischt und versucht, das Königreich Jerusalem von Hugo III. von Zypern zu übernehmen, und waren kurz zuvor von dessen Sohn Heinrich II. vertrieben worden. Weder der Adel noch die Bürger von Tripolis unterstützten Lucia, die bei ihnen kaum bekannt war und mit den Anjou in Verbindung gebracht wurde. Stattdessen boten sie Sibylla die Herrschaft über die Grafschaft an. Sie schrieb an den Bischof von Tortosa, um ihn zu bitten, erneut ihr Bailli (Verwalter und Administrator in Kreuzfahrerstaaten, hier der Grafschaft Tripolis, besonders in Abwesenheit der Herrscher) zu sein. Der Brief wurde jedoch abgefangen und Sibylla wurde mitgeteilt, dass dieser nicht akzeptiert werden würde. Beide Seiten weigerten sich nachzugeben. Daraufhin richteten die Adligen und die Händler der Stadt eine eigene kommunale Regierung ein, die Tripolis anstelle der Grafen regieren sollte. Sibylla zog sich an den Hof ihres Bruders nach Armenien zurück. Ihre Tochter Lucia kam schließlich im April 1288 nach Tripolis, um ihre Herrschaftsübernahme auszuhandeln, die Stadt wurde jedoch im darauffolgenden Jahr von den Mamluken erobert, woraufhin sie nach Zypern floh.
Sibylla starb im Jahr 1290 in Armenien.

## Ehe und Nachkommen
Aus ihrer Ehe mit Bohemund VI. hatte Sibylla vier Kinder:
- Isabella († jung);
- Bohemund (* um 1260; † 1287), ⚭ Margarete von Akkon († 1328); ab 1275 als Bohemund IV., Graf von Tripolis und als Bohemund VII. Titularfürst von Antiochia;
- Lucia († vor 1299), ⚭ Narjot de Toucy († 1293); ab 1287 Gräfin von Tripolis, Titularfürstin von Antiochia;
- Maria († vor 1280), ⚭ Nicolas von Saint-Omer († 1294), Herr von Theben, Bailli von Morea.